# Eustomias borealis
Eustomias borealis är en fiskart som beskrevs av Clarke 2000. Eustomias borealis ingår i släktet Eustomias och familjen Stomiidae. Inga underarter finns listade i Catalogue of Life.